# Iuridae
Iuridae – rodzina skorpionów.
Należące to skorpiony mają tylko jedno trichobotrium brzuszne na rzepce nogogłaszczków i tylko jedno trichobotrium grzbietowe na ich udzie. U nasady brzusznej strony ruchomego palca szczękoczułek mają duży ząb.
Według klasyfikacji Prendiniego z 2011 rodzina ta obejmuje 36 gatunków zgrupowanych w 6 rodzajach. Systematyka ta nie uwzględnia jednak rodziny Caraboctonidae. Według Reina w 2016 roku do rodziny tej zalicza się 14 gatunków z 4 rodzajów:
- Calchas Birula, 1899
- Iurus Thorell, 1876
- Neocalchas Yagmur, Soleglad, Fet & Kovarik, 2013
- Protoiurus Soleglad, Fet, Kovarik & Yagmur, 2012